# NGC 6337
NGC 6337 est une nébuleuse planétaire située dans la constellation du Scorpion. NGC 6337 a été découverte par l'astronome britannique John Herschel en 1834.

## Observation
Avec une magnitude visuelle apparente de 12,3, on doit utiliser un télescope dont l'ouverture est d'au moins 200 mm pour l'observer.

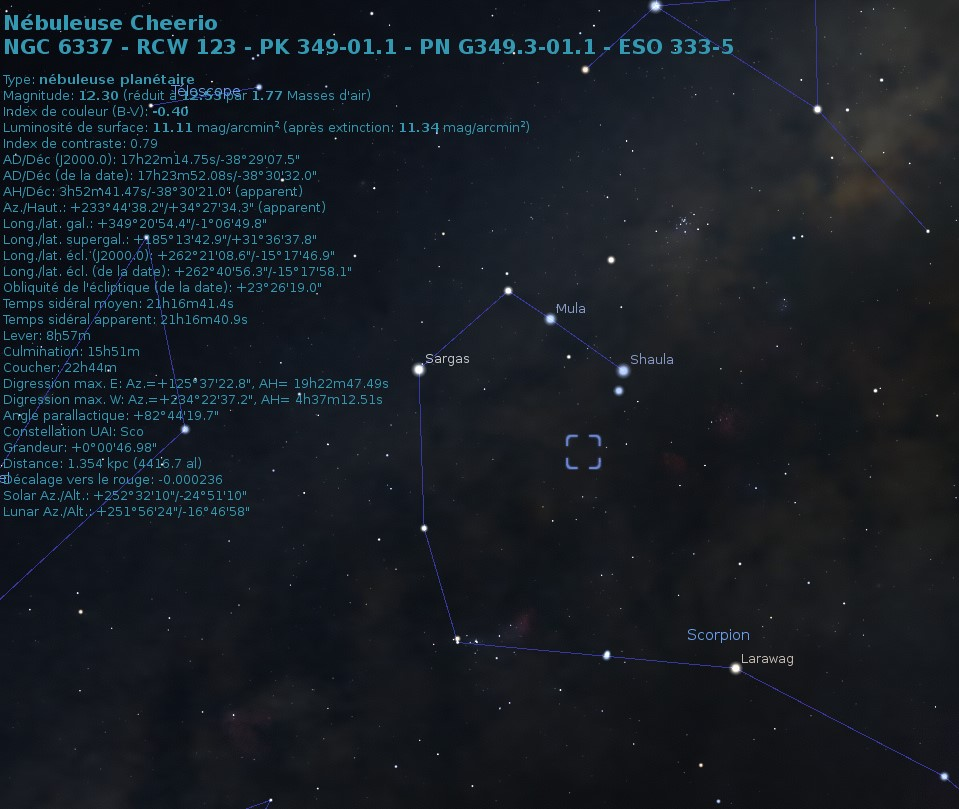
Emplacement de NGC 6337 dans la constellation du Scorpion.

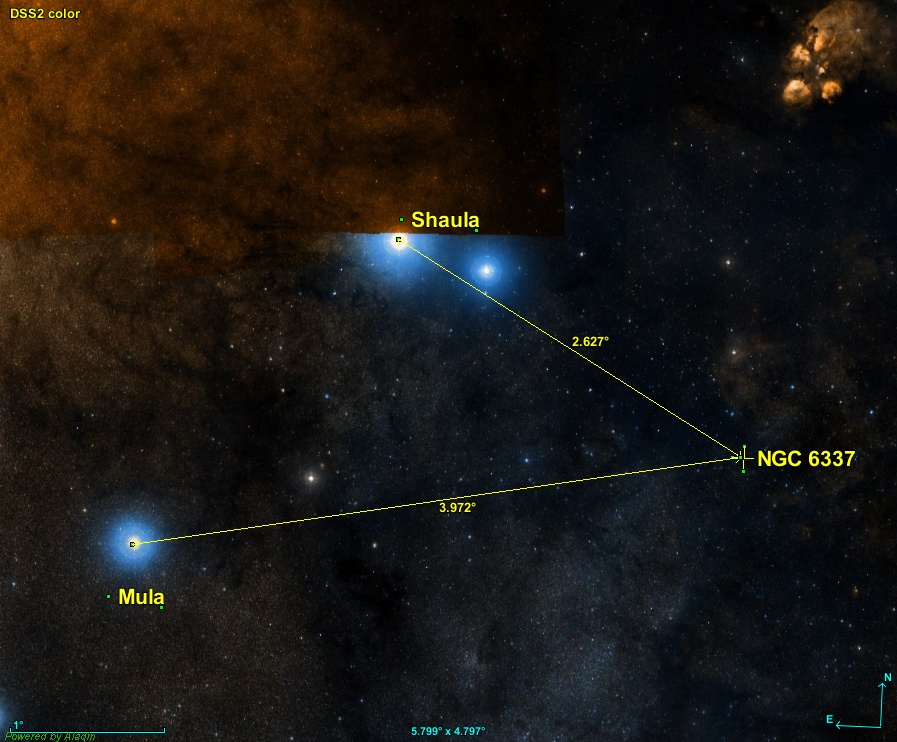
Position de NGC 6337 par rapport à deux étoiles de la constellation du Scorpion.

La nébuleuse NGC 6337 est située à environ 2,8 degrés au sud-ouest de l'étoile Lambda Scorpii (Shaula) et à environ 4,0 degrés au nord-ouest de Kappa Scorpii (Mula).

## Caractéristiques

### Distance, taille et vitesse
Le logiciel en ligne Aladin Lite permet de consulter les données astronomiques de plusieurs catalogues, dont le « GAIA EARLY DATA RELEASE 3 (GAIA EDR3) ». Pour NGC 6337, Gaia EDR3, la parallaxe de NGC 6337 est égale à 0,594 3 ± 0,038 9 mas, ce qui correspond à une distance de 1683 +118
−103 pc.
La taille apparente de la nébuleuse est de 8 minutes d'arc, ce qui, compte tenu de la distance et grâce à un calcul simple, équivaut à une taille réelle de 10,3 ± 0,5 al.
On ne connait pas la vitesse de cette nébuleuse.

### Structure

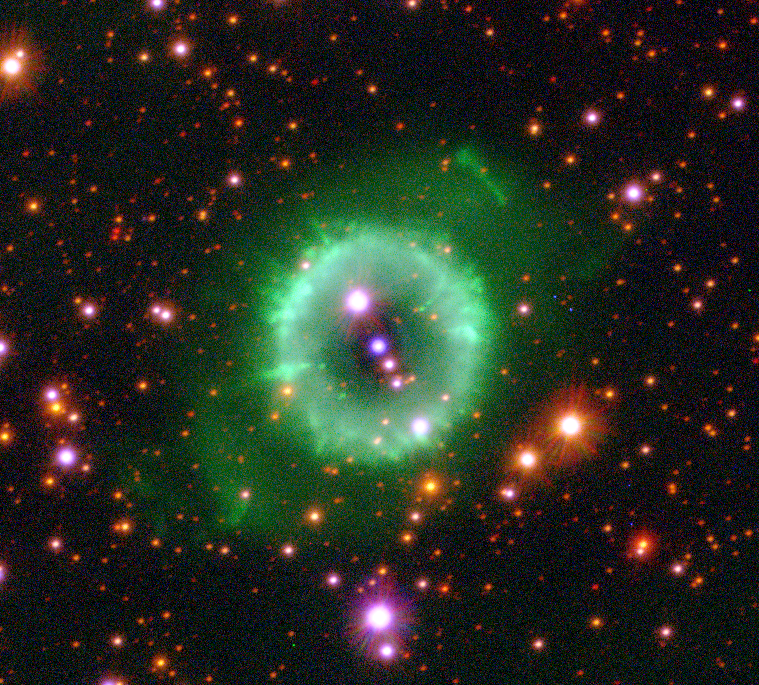
NGC 6337 par le VLT Survey Telescope (VST).

Le spectre à haute résolution de la nébuleuse suggère que NGC 6337 est une nébuleuse bipolaire vue presque au pôle dont les vitesses polaires sont supérieures à 200 km/s. L'anneau que l'on voit sur les images est interprété comme venant l'augmentation de la densité équatoriale. L'anneau renferme un certain nombre de nœuds de faible ionisation et des queues dirigées vers l'extérieur. Ces nœuds et ces queues sont interprétés comme des instabilités dynamiques qui fragmentent l'anneau ou des augmentations de densité produit par le front d'ionisation dans le milieu interstellaire. Les lobes présentent une morphologie ponctuelle symétrique prononcée et deux filaments particuliers à faible ionisation, dont la nature reste floue.
Grâce à l'observatoire de rayon Chandra, on a détecté des sources ponctuelles de rayon X dans la nébuleuse.

### Étoile de la nébuleuse
On trouve au centre de cette nébuleuse un système d'étoiles binaires rapprochées dont la période est de 0,1734742(5) jour. La masse de l'étoile principale est de 0,6 {\displaystyle M_{\odot }}. Dépendant du modèle employé, la masse de l'étoile compagne est comprise entre 0,2 et 0,35 {\displaystyle M_{\odot }}. De plus, elle présente un spectre d'émission de faible intensité (wels: weak emission-line stars").
Selon Freeman et ses collègues, cette nébuleuse est âgée de 12 000 ans et la température de l'étoile centrale est de l'ordre de 105 kK.